# 1861 en Bretagne
 Chronologie de la Bretagne
- 1857
- 1858
- 1859
- 1860
- 1861
- 1862
- 1863
- 1864
- 1865

Cette page recense des événements qui se sont produits durant l'année 1861 en Bretagne.

## Société

### Naissance
- 31 mai à Brest : Charles François Édouard Didelot (décédé à Paris le 22 mai 1933), officier de marine français.